# Пятый элемент (фильм)
«Пя́тый элеме́нт» (англ. The Fifth Element, фр. Le Cinquième élément) — культовый американо-французский фантастический боевик с элементами комедии, снятый на английском языке режиссёром Люком Бессоном в 1996 году на студии Gaumont и Columbia Pictures. Мировая премьера состоялась на Каннском кинофестивале 7 мая 1997 года. Выход фильма в прокат состоялся в 1997 году.
В центре сюжета фильма, действие которого происходит в XXIII веке, спасение планеты Земля, которое становится обязанностью водителя такси Корбена Далласа (Брюс Уиллис), бывшего майора спецназа, после того как в его машину попадает девушка по имени Лилу (Милла Йовович). Далласу и Лилу нужно найти четыре мистических камня, необходимых для защиты Земли от надвигающейся атаки смертоносной космической сущности.
Бюджет картины составил 90 миллионов долларов. На момент выхода фильма на экраны он был самым дорогим европейским фильмом, а в международном прокате оставался самым кассовым французским фильмом вплоть до выхода фильма «1+1» в 2011 году.

## Сюжет

### Пролог
1914 год, Египет. Европейский учёный, его юный студент-помощник и группа местных детишек-феллахов исследуют отдалённый пустынный храм, охраняемый служителем древнего культа, созданного инопланетянами из древней расы мондошаванов (англ. Mondoshawans). Исследователь очень близко подбирается к разгадке хранимой жрецом тайны, и культист решается отравить вторженцев. В это же время на планету прибывают сами мондошаване и объявляют жрецу, что они прибыли забрать хранимые в постройке святыни, так как из-за разгоревшейся крупной войны — Первой мировой войны — содержать их на Земле становится опасно. Святыни — четыре камня с символикой стихий и некая статуя-саркофаг, предназначенные для борьбы с Абсолютным Злом, возникающим раз в 5000 лет в Земном секторе галактики, о котором известно одно: если не успеть одолеть Абсолютное Зло, Свет станет Тьмой, а Жизнь станет Смертью (одна из планет, на которой есть жизнь, и по данным будет вполне достаточно чтобы атаковать всю жизнь во вселенной) навечно. Исследователя, не вовремя вмешавшегося в разговор мондошаванов, пришельцы вводят в состояние обморока, а его перепуганный помощник провоцирует инцидент, в результате которого глава инопланетной миссии остаётся запертым в храме, но успевает передать жрецу ключ от храма. Пришельцы улетают, пообещав вернуться («Через 300 лет, когда придёт Зло — вернёмся и мы»).

### Основной сюжет
2263 год. Где-то в Земном секторе галактики появляется пылающий шар (то самое Абсолютное Зло). Наблюдавшие за появлением Зла боевые корабли Земли не могут получить данные, включая температуру поверхности: один датчик показывает температуру плюс миллион градусов, другой — минус пять тысяч градусов. Люди пытаются уничтожить его оружием со своего боевого корабля, но тщетно, — от атак на него шар лишь увеличивается в размерах («Зло плодит зло»). Астрофеноменолог священник Вито Корнелиус рассказывает президенту Земного Союза единственный способ уничтожить Зло. В это время посланцы мондошаванов везут на Землю пять Элементов, но по дороге их корабль оказывается перехвачен и уничтожен налётом мангалоров, космических наёмников. По неясным намёкам в сюжете эта воинственная, но не сильно интеллектуальная раса, способная мимикрировать под людей, прежде потерпела от них сокрушительное военное поражение и перешла к партизанским действиям. Мангалоры подосланы земным фабрикантом оружия Жаном-Батистом Эмануэлем Зоргом (Гэри Олдмен), который, в свою очередь является марионеткой Сферы Зла. Зорг надеялся получить четыре камня-Элемента с места крушения корабля и пообещал мангалорам продвинутую продукцию со своей оружейной фабрики — многофункциональный штурмовой автомат ZF-1 с самонаведением. Но выясняется, что мондошаваны поосторожничали, — хорошо сохранившийся после аварии ящик для камней пуст. Разъярённый Зорг велит своим людям забирать контейнеры с оружием обратно, но мангалоры требуют компенсацию. Зорг оставляет им один ящик и выходит из комнаты, недорассказав мангалорам все функции своего оружия, а они, экспериментируя вслепую, случайно взрывают себя.
Земные учёные собирают на месте крушения останки некоего существа, от которого сохранилась одна рука в рельефной бронированной перчатке. Им удаётся выделить ДНК и воссоздать Пятый Элемент. Им оказывается красивая девушка по имени Лилу (Милла Йовович), говорящая на непонятном языке и обладающая невероятной силой. Напуганная незнакомым окружением, она бежит из лаборатории и, спрыгнув с высокого здания, падает на летающую машину случайно подвернувшегося таксиста Корбена Далласа (Брюс Уиллис), увязшего в проблемах своей личной жизни и финансовых неурядицах. Корбен помогает ей оторваться от преследования, а затем по просьбе Лилу везёт её к священнику Корнелиусу. Таксист пытается флиртовать с девушкой, но та довольно жёстко отвергает его притязания. У священника Лилу срочно проходит ускоренный курс человеческой культурологии XXIII века в специальной видеоэнциклопедии, но не до конца.
Лилу рассказывает священнику, где надо забрать Элементы. В то же время мондошаваны сообщают это по дипломатическим каналам правительству, и президент, по совету генерала Манро, решает использовать для этой цели Корбена Далласа, который прежде служил в элитных войсках. Корбен практически насильно получает от генерала задание отправиться на планетарный круизный корабль-гранд-отель «Флостон Парадайз», курсирующий у планеты Флостон в созвездии Ангела, чтобы получить четыре оставшихся Элемента от агента мондошаванов. Для этого военные подстраивают Корбену Далласу выигрыш в лотерею в виде двух бесплатных билетов на Флостон, и в вещательных СМИ сообщается, что Корбен Даллас выиграл их. Билетами также пытаются завладеть: 1) культист, жаждущий исполнить своё предназначение; 2) агент Зорга, который хочет уничтожить Элементы; и 3) смимикрировавшие под Корбена мангалоры, собирающиеся захватить обитателей курорта в заложники и тоже заполучить Элементы, но теперь уже в целях шантажа Зорга. Все они выдают себя за Корбена Далласа (кроме жреца, вместо которого должен был отправиться его помощник), но настоящий Корбен в итоге всей этой чехарды всё-таки получает заветные места и собирается улететь вместе с Лилу. В космопорту Корбена также ждёт весьма эпатажный ведущий развлекательного шоу Руби Род (Крис Такер), пристающий к нему в попытке сделать сенсацию из поездки Корбена.
Благодаря разным «дырам» в охране Флостонского круизного лайнера на корабль попадают «зайцами» священник Корнелиус и замаскированные мангалоры. Агент Зорга не смог попасть на корабль, и Зорг избавляется от незадачливого помощника, активируя взрывчатку в его экипировке.
Космолайнер стартует и отправляется на Флостон.
Разозлённый неудачами подчинённых Зорг лично прилетает прямо на Флостон на личном истребителе якобы для ремонта. Корбен и Лилу должны встретиться с агентом мондошаванов — оперной дивой Плавалагуной — после её концерта. Пока дива-инопланетянка берёт на сцене невероятно высокие ноты, мангалоры пытаются ограбить её каюту и найти Элементы, но на них нападает Лилу. В итоге заявившийся к концу схватки Зорг, обстреляв Лилу в вентиляционной шахте из автомата ZF-1, завладевает ящиком для камней, после чего минирует корабль-отель. Отчалив на личном корабле, он обнаруживает, что и в этом ящике Элементов нет, и в бешенстве разворачивается назад.
Мангалоры устраивают резню и перестрелку в «Раю». Смертельно раненная Плавалагуна перед смертью сообщает Далласу, что камни спрятаны в её теле. Под визг перепуганного шоумена Руби, продолжающего вести репортаж, Корбен достаёт камни из тела умершей дивы, вступает в бой с мангалорами-наёмниками и более-менее удачно очищает от них летающий гранд-отель. Теперь все пять Элементов в руках у команды, состоящей из Корбена, Лилу, священника и «случайно» прибившегося к ним Руби Рода. Они вынуждены срочно бежать с гибнущего корабля под обратный отсчёт бомбы Зорга. Сам же Зорг вынужден вернуться, чтобы найти камни. Пока он бродит по помещениям гостиницы, спасители человечества завладевают кораблём самого Зорга. Зорг отключает свою бомбу, но тут же включается бомба, заложенная мангалорами «за честь нашего рода», и уничтожает отель вместе с изумлённым Зоргом. Корбен, Лилу, Корнелиус и Руби успевают стартовать с космолайнера до взрыва и мчатся через гиперпространство к Земле; в это же время к Земле делает рывок и Сфера Зла, преследуемая тремя земными боевыми крейсерами.

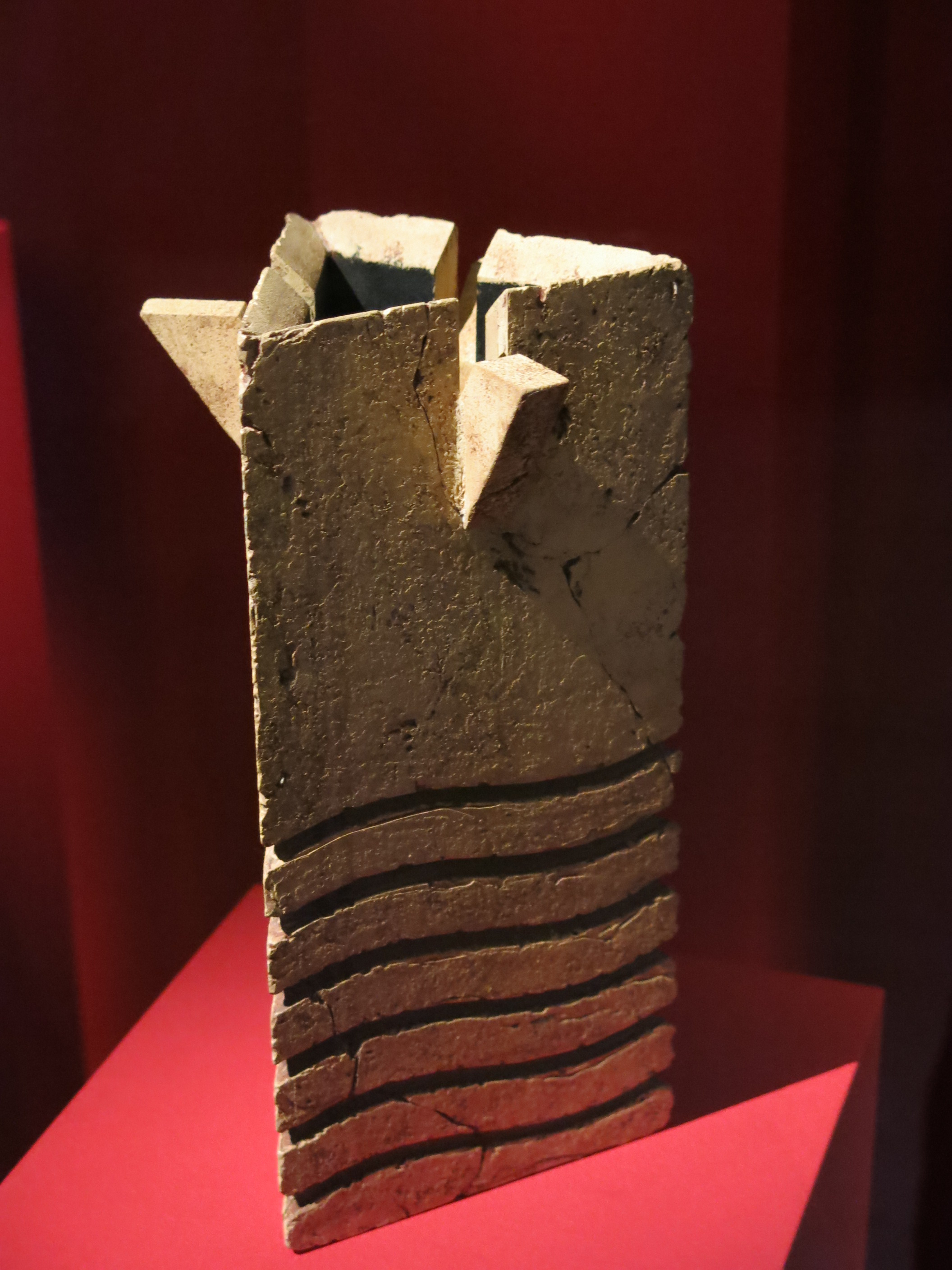
Один из четырёх камней в «активированном» состоянии

Спасители опережают Сферу Зла и в скором времени прибывают в храм мондошаванов в Египте, где их уже ждёт помощник священника. Раненая и обессилевшая после сражения с Зоргом Лилу за время полёта заканчивает своё ускоренное обучение и доходит до неприятных для человечества понятий вроде «война» и прочих бедствий. Спасители кладут в центр храмовой комнаты разочарованную бессмысленной жестокостью людей Лилу, устанавливают камни на соответствующие постаменты, но не знают, как активировать оружие против Зла. Огненная чёрная сфера уже в Солнечной системе и мчится прямо к Земле, чтобы уничтожить жизнь во всей Вселенной. Времени всё меньше и меньше. Лилу в полубреду подсказывает: «Ветер — дует… огонь — горит… дождь — идёт». Помощник священника, вздохнув, случайно приоткрывает камень воздуха, и наконец они догадываются, что нужно сделать с этими элементами (на каждый из них нужно воздействовать его стихией — Воздух, Вода, Земля и Огонь) — и это срабатывает. Дело остаётся за Лилу, которая от ран и переживаний уже не соображает, чего от неё хотят. Корбен признаётся ей в любви, и это признание запускает в небо древнее оружие в виде луча света, так как пятая стихия — Любовь. Сфера Зла, едва не войдя в земную атмосферу, окаменевает от луча в 100 км от поверхности Земли и, заняв орбиту, становится ещё одним спутником Земли, внешне похожим на Луну (намёк, что предыдущая попытка закончилась так же, и первая Луна — её след).
Президент посещает лабораторию, куда доставили ослабевших Корбена и Лилу, чтобы поблагодарить их. Руководитель лаборатории, заглянув в капсулу регенератора, смущается от увиденного и просит подождать ещё минут пять, но президент даёт только двадцать секунд. В этот момент звонит мать Корбена. Не узнав президента, она чуть ли не в открытую называет его идиотом. В последней сцене фильма видно, что находящиеся в регенераторе Корбен и Лилу занимаются любовью.

## Съёмочная группа
- Люк Бессон — режиссёр
- Люк Бессон, Роберт Марк Кэмен[англ.] — авторы сценария
- Патрис Леду — продюсеры
- Эрик Серра — оригинальная музыка
- Тьерри Арбогаст — оператор
- Жан-Поль Готье — костюмы
- Марк Стетсон — спецэффекты

## В ролях
| Актёр                                                                                          | Роль                      |
| ---------------------------------------------------------------------------------------------- | ------------------------- |
| Брюс Уиллис                                                                                    | Корбен Даллас             |
| Милла Йовович                                                                                  | Лилу                      |
| Гэри Олдмен                                                                                    | Жан-Батист Эмануэль Зорг  |
| Иэн Холм                                                                                       | отец Вито Корнелиус       |
| Крис Такер                                                                                     | Руби Род                  |
| Томми Листер                                                                                   | президент Линдберг        |
| Брайон Джеймс                                                                                  | генерал Манро             |
| Чарли Крид-Майлз                                                                               | Дэвид                     |
| Люк Перри                                                                                      | Билли Мастерсон           |
| Джон Блузал                                                                                    | профессор Паколи          |
| Джон Беннетт                                                                                   | жрец тайны                |
| Майвенн Ле Беско Инва Мула (голос)                                                             | Дива Плавалагуна          |
| Кристофер Фэйрбэнк                                                                             | профессор Мактибург       |
| Джон Невилл                                                                                    | генерал Стидерт           |
| Эл Мэттьюс                                                                                     | генерал Тюдор             |
| Джули Т. Уоллес                                                                                | майор Айсберг             |
| Ли Эванс                                                                                       | Фог                       |
| Tricky                                                                                         | Лайам правая рука Зорга   |
| Иван Хенг                                                                                      | левая рука Зорга          |
| Ким Чан                                                                                        | мистер Ким                |
| Матьё Кассовиц                                                                                 | грабитель                 |
| Айан Бекетт                                                                                    | Малыш Рэй                 |
| Питер Дануэлл                                                                                  | менеджер Дивы             |
| Джин Кларк                                                                                     | ассистент Дивы            |
| Владимир МакКрэри                                                                              | мангалор Акнот            |
| Ричард Лиф Ева Салвэйл                                                                         | мангалоры на регистрации  |
| Софи Гот                                                                                       | стюардесса на регистрации |
| Индра Ове Николь Мерри Стэйси МакКензи Рейчел Уиллис Женевьева Мэйлэм Джози Перес Наташа Брайс | стюардессы                |
| Мари Гийяр                                                                                     | кассир Макдоналдс         |
| Мак Макдональд Риз Мидин                                                                       | копы у Макдоналдса        |

## Саундтрек
Список композиций
- «Little Light of Love», исполнено Эриком Серра
- «Mondoshawan»
- «Timecrash»
- «Korben Dallas»
- «Koolen»
- «Akta»
- «Leeloo la amo es la mejor (santiago woll)»
- «Five Millenia Later»
- «Alech Taadi», исполнитель Чеб Халед
- «Plavalaguna»
- «Ruby Rap»
- «Heat»
- «Badaboom»
- «Mangalores»
- «Лючия ди Ламмермур» (Гаэтано Доницетти) в исполнении Инвы Мулы и Лондонского симфонического оркестра
- «The Diva Dance» в исполнении Инвы Мулы
- «Leeloominai»
- «A Bomb in the Hotel»
- «Mina Hinoo»
- «No Cash No Trash»
- «Radiowaves»
- «Human Nature»
- «Pictures of War»
- «Lakta Ligunai»
- «Protect Life»
- «Little Light of Love (End Titles Version)», исполнено Эриком Серра
- «Aknot! Wot?»

## Производство и прокат
В подростковом возрасте Бессон, пытаясь развеять скуку, придумал мир «Пятого элемента». Он начал писать сценарий в 16 лет, первоначально представляя себе историю как книгу. Первоначальный сюжет разворачивался в 2300 году и рассказывал о «пустышке» по имени Залтман Блерос (позже — Корбен Даллас), который выигрывает путёвку на курорт Club Med на планете Флостон Парадайз в созвездии Ангела. Там он знакомится с Лилу, «песчаной девушкой», которая обладает «красотой молодости», несмотря на то, что ей уже более 2000 лет.
Бессон продолжал работать над сюжетом в течение многих лет. К 1991 году, когда вышел его документальный фильм «Атлантис», у него был готов сценарий на 400 страницах. Первыми за проект взялись Николя Сейду и Патрис Леду из компании Gaumont. В ноябре 1991 года, подыскивая актёров для фильма, Бессон познакомился с французскими авторами комиксов Жаном Жиро и Жан-Клодом Мезьером и привлёк их к работе над дизайном фильма. Комиксы Жиро и Мезьера вдохновили Бессона на создание футуристического Нью-Йорка.
Мезьер разработал проект комикса «Круги силы» (1994), в котором есть персонаж по имени С’Тракс, управляющий летающим такси в перегруженном воздушном пространстве огромного мегаполиса на планете Рубанис. Мезьер показал изображения летающего такси Бессону, который вдохновился идеей изменить биографию персонажа Корбена Далласа, превратив его из рабочего завода по производству ракетных кораблей в таксиста, который летает на своём такси по футуристическому Нью-Йорку в стиле Рубаниса. Для работы над проектом Бессон нанял ещё пять художников. Кроме того, для создания костюмов был привлечён известный модельер Жан-Поль Готье. Он разработал все 900 костюмов, использованных в сценах на корабле «Флостон Парадайз». Костюм Лилу из белых полос ткани Готье создал, вдохновившись картиной Фриды Кало «Сломанная колонна». В течение года команда создала более 8000 рисунков.
В это время Бессон предложил на главную роль Брюса Уиллиса и Мела Гибсона, а также рассматривал Джулию Робертс на роль Лилу. Уиллис проявил интерес, но не захотел соглашаться на роль, так как фильм считался рискованным после того, как два его предыдущих фильма, «Гудзонский ястреб» и «Билли Батгейт», были приняты плохо. В конце концов Гибсон отказался от роли. Хотя съёмочная группа впечатлила кинокомпании своими эскизами, им с трудом удалось найти желающих взять на себя бюджет, приближающийся к 100 млн долларов. В декабре 1992 года производство было остановлено без предварительного предупреждения, а команда распущена.
Бессон стал автором и режиссёром коммерчески успешного фильма «Леон» (1994). В этот период он продолжал работать над сценарием фильма «Пятый элемент», сократив его. Он уменьшил бюджет фильма до 90 млн долл. и вновь попытался найти студию, которая согласилась бы его снять. Columbia Pictures согласилась финансировать фильм. К этому времени Бессон решил взять на главную роль менее известного актёра, чтобы сэкономить на производстве. Бессон находился в офисе Барри Джозефсона, когда ему позвонил Уиллис по поводу другого фильма. Бессон попросил поговорить с Уиллисом «просто для того, чтобы поздороваться», и сообщил ему, что не берёт его в «Пятый элемент», объяснив своё решение выбрать менее дорогостоящего актёра. После недолгого молчания Уиллис сказал: «Если мне понравится фильм, мы всегда сможем договориться». Прочитав сценарий, Уиллис согласился на роль.
Производство началось в начале августа 1995 года. Для участия в кастинге Бессон посетил различные места, включая Париж, Лондон и Рим. На роль Зорга он пригласил Гэри Олдмена (снимавшегося в фильме «Леон»), назвав Олдмена «одним из пяти лучших актёров мира».
На роль Лилу Бессон выбрал Миллу Йовович из 200—300 претенденток, с которыми он познакомился лично. «Божественный язык» (англ. The Divine Language), на котором говорит Лилу, — это искусственный язык, в словаре которого всего 400 слов (для сравнения: в английском языке — от 475 000 до 600 000 слов; в словаре «Специального английского языка» — 1500 слов). Язык был изобретён Люком Бессоном и значительно обогащён самой Милой. Актриса рассказывала, что они с Бессоном практиковали «божественный язык», используя его в переписке, а к концу съёмок они вдвоём спокойно на нём изъяснялись.
Несмотря на то, что Бессон хотел снимать фильм во Франции, он не смог найти подходящих условий и снимал в Лондоне. Основные съёмки проходили на студии Pinewood Studios на семи сценах, включая сцену, на которой проходили съёмки фильмов о Джеймсе Бонде. Строительство декораций началось в октябре 1995 года. Оперная сцена снималась в Королевском театре Ковент-Гарден. Сцены, изображающие Египет, снимались в Мавритании; первая сцена съёмки с кадрами пустыни состоялась там 5 января 1996 года. Съёмки с актёрами начались в конце января и завершились через 21 неделю. Уиллис закончил съёмки 16 мая, а Олдман приступил к съёмкам только на следующей неделе; главный герой (Корбен) и антагонист (Зорг) фактически не имеют общего экранного времени. Несмотря на то, что съёмки проходили в Лондоне, «Пятый элемент» был французским фильмом, самым дорогим из всех европейских фильмов, когда-либо снятых на тот момент.
Дива Плавалагуна (Майвенн Ле Беско) в эпизоде «Концерт на Флостоне» исполняет арию «Il dolce suono» из оперы Гаэтано Доницетти «Лючия ди Ламмермур», переходящую в вокализ на оригинальную композицию Эрика Серра. Компьютерная обработка, выполненная Эриком Серра и звукорежиссёром Марком Манджини, придала голосу реальной исполнительницы Инвы Мулы (сопрано) колоратуру и диапазон, невозможные для человеческих голосовых связок.
Американская киноассоциация присвоила кинокартине прокатный рейтинг «PG-13» («Дети до 13 лет допускаются на фильм только с родителями») за содержащиеся в ней «продолжительные сцены насилия в фантастическом антураже» (intense sci-fi violence), «налёт сексуальности» (some sexuality) и «краткие показы обнажённого человеческого тела» (brief nudity).
Премьера в СНГ — 27 сентября 1997 года.
Вышедшая на Blu-Ray диске версия фильма широко критиковалась за своё качество (сравнивалась с качеством фильма на DVD), поэтому Sony повторно выпустила фильм на Blu-Ray, но уже в лучшем качестве. Релиз состоялся 17 июля 2007 года. 27 октября 2015 года вышла третья версия Blu-Ray, оптимизированная под Ultra HD телевизоры.

## Награды
- Премия Люмьеров (1997, Франция) за лучшую режиссёрскую работу.
- Приз «Золотой экран» (1997, Германия).
- Премия «Сезар» (1998, Франция) в номинациях «Лучшая режиссёрская работа» (Люк Бессон), «Лучшая операторская работа» (Тьерри Арбогаст), «Лучшее оформление» (Дэн Уэйл).
- Номинация на «MTV Movie Awards» (1998, США) в категории «Лучший бой».
- Номинация на «Оскар» (1998, США) в категории «Лучший монтаж звуковых эффектов».
- Номинация на «Сатурн» (1998, США) в категории «Лучший научно-фантастический фильм».
- В 1998 году сценарий фильма был номинирован на американскую литературную премию «Хьюго»[31].
- Номинации на премию «Золотая малина» в категории «Худшая новая звезда» (Крис Такер) и в категории «Худшая женская роль второго плана» (Милла Йовович)[32].

## Адаптации
В 1997 году Терри Биссоном на фильм была написана одноимённая новеллизация.
В 1998 году вышла компьютерная игра The Fifth Element в жанре 3D Action, разработанная компанией Kalisto Entertainment.
В 2001 году по лицензии кинокомпании Gaumont по мотивам фильма была выпущена компьютерная аркада New York Race (разработчик Kalisto Entertainment, издатель Wanadoo Edition). В России игра была локализована компаниями Nival Interactive и 1С под названием «Погоня за Пятым элементом». Игроку предлагается ощутить себя «в шкуре» Корбена Далласа и погонять такси по улицам Нью-Йорка 2259 года. Широкого успеха игра не имела.